# Blackpool F.C.
Blackpool Football Club er en engelsk fodboldklub fra Blackpool, som spiller i landets tredjebedste række, League One.

## Historie
Blackpool Football Club blev dannet i 1887, og blev medlem af Football League i 1896-97 sæsonen. Klubben spillede som del af den næstebedste række, Second Division, frem til 1929-30 sæsonen, hvor at de vandt Second Division, og sikrede sig oprykning tl First Division for første gang i klubbens historie.
Efter et kort stop tilbage i Second Division, rykkede Blackpool i 1936-37 igen op i First Division. Over de næste år havde Blackpool sine bedste år under træner Joe Smith. Blackpool kom i 1948 og i 1951 i FA Cup-finalen, men tabte begge gange. Tredje gang var dog lykkens gang, da Blackpool i 1953 vandt FA Cup-finalen. Deres bedste resultat i ligaen kom i 1955-56 sæsonen, hvor at Blackpool sluttede på andenpladsen, kun bag Manchester United. I 1958 blev Blackpool-spilleren Stanley Matthews den første spiller til at vinde Ballon d'Or.
Blackpool spillede i 60erne hovedsageligt i First Division, men efter nedrykning i 1971 spillede de i Second Division. Mellem 1978-81 gik det dog grusomt galt for Blackpool, som i årene så 2 nedrykninger, og kom til at spille i den fjerde bedste række. Blackpool forblev i den fjerde bedste række frem til 1992, hvor at de rykkede op i Third Division. Klubben rykkede dog ned igen i 2000.
Dette blev dog vendepunktet for klubben, som over de næste 10 år så massiv succes. I 2001 rykkede klubben igen op til den tredje bedste række. Efter 6 sæsoner, sikrede de sig i 2007 oprykning til Championship, den næstbedste række. 3 sæsoner senere, og så lykkedes det Blackpool at sikre oprykning til Premier League for første gang i 2009-10 sæsonen. De skulle hermed spille i den bedste engelske række for første gang siden 1971. Blackpool kæmpede en brav kamp i deres debutsæson i Premier League, men det var ikke nok til at rede holdet fra nedrykning.
Efter at akkurat have misset oprykning i 2011-12 sæsonen, begyndte en meget dårlig periode for klubben. Klubben kom i seriøse økonomiske problemer, og mistede 27 af holdets spillere på en gang før 2013-14 sæsonen. Det lykkedes kun lige akkurat at samle et hold til sæsonen. Blackpool rykkede ned til League One i 2013-14 sæsonen, og sæsonen efter rykkede de igen ned til League Two.
Blackpool var dog ikke længe i League Two, da de i 2016-17 sæsonen rykkede op til League One. Efter 4 sæsoner i League One vendte Blackpool i 2021 tilbage til Championship.

## Nuværende spillertrup
Oversigten er opdateret til og med 22. marts 2022.
| Nr. | Land       | Position | Spiller                 |
| --- | ---------- | -------- | ----------------------- |
| 1   | Wales      | MM       | Chris Maxwell (Anfører) |
| 2   | England    | FO       | Callum Connolly         |
| 3   | England    | FO       | James Husband           |
| 4   | England    | FO       | Jordan Gabriel          |
| 6   | Jamaica    | MI       | Kevin Stewart           |
| 7   | England    | MI       | Owen Dale               |
| 9   | England    | AN       | Jerry Yates             |
| 10  | England    | MI       | Keshi Anderson          |
| 11  | England    | MI       | Josh Bowler             |
| 12  | Australien | MI       | Kenny Dougall           |
| 13  | England    | MM       | Stuart Moore            |
| 14  | England    | AN       | Gary Madine             |
| 15  | England    | MI       | Ethan Robson            |

| Nr. | Land       | Position | Spiller                                   |
| --- | ---------- | -------- | ----------------------------------------- |
| 16  | England    | MI       | Sonny Carey                               |
| 17  | England    | MI       | Matty Virtue                              |
| 18  | England    | MI       | Grant Ward                                |
| 19  | Nordirland | AN       | Shayne Lavery                             |
| 20  | England    | FO       | Oliver Casey                              |
| 21  | England    | FO       | Marvin Ekpiteta                           |
| 22  | England    | MI       | CJ Hamilton                               |
| 26  | Irland     | FO       | Richard Keogh                             |
| 27  | England    | MI       | Charlie Kirk (Lånt fra Charlton Athletic) |
| 28  | England    | AN       | Jake Beesley                              |
| 29  | England    | FO       | Luke Garbutt                              |
| 32  | England    | MM       | Daniel Grimshaw                           |
| 34  | England    | FO       | Jordan Thorniley                          |
| 35  | England    | FO       | Dujon Sterling (Lånt fra Chelsea)         |